# Ochetostoma palense
Ochetostoma palense är en djurart som tillhör fylumet skedmaskar, och som först beskrevs av Ikeda 1924.  Ochetostoma palense ingår i släktet Ochetostoma och familjen Echiuridae. Inga underarter finns listade i Catalogue of Life.